# Bèlgica
Bèlgica (België en neerlandès, Belgique en francès, Belgien en alemany), oficialment el Regne de Bèlgica (Koninkrijk België en neerlandès, Royaume de Belgique en francès, Königreich Belgien en alemany) és un estat de l'Europa occidental. Situat sobre la frontera cultural entre l'Europa germànica i l'Europa llatina, Bèlgica és la llar de dos grups culturals principals: els flamencs (58% de la població) a Flandes, al nord, i els francoparlants o valons (32%) a Valònia, al sud. La regió de Brussel·les-Capital, tot i que és oficialment bilingüe, és un enclavament majoritàriament francòfon dins de Flandes, i agrupa el 10% de la població. Hi ha una petita comunitat de parla alemanya a la Valònia oriental.
Des de la fi de l'edat mitjana en el segle xvii, el territori de l'actual Bèlgica va ser un pròsper centre cultural i comercial, agrupat en les Disset Províncies pels ducs de Borgonya en el segle xv, abans de passar a les mans de diverses potències europees —Espanya, Àustria, França i els Països Baixos— i posteriorment d'accedir a la seva independència el 1830. La història recent de Bèlgica ha estat marcada per la ràpida industrialització, la colonització del Congo, per les dues guerres mundials, i pel sorgiment de conflictes polítics entre les dues principals comunitats lingüístiques.
Bèlgica és una monarquia constitucional, el sobirà de la qual és Felip, el setè rei dels belgues. Bèlgica és un estat federal des de 1994, integrat per sis entitats federals: tres regions (brussel·lesa, flamenca i valona) i tres comunitats (flamenca, francesa i alemanya).

## Toponímia
La menció més antiga dels termes Belgae i Belgica, en llatí, es troben al llibre De bello gallico de Juli Cèsar. Ell divideix la Gàl·lia en tres parts: els pobles gals, els aquitans i els belgues. Aquests últims eren separats de Gàl·lia pels rius Sena i Marne. Gàl·lia fou dividida per Marc Vispani Agripa en tres províncies, una de les quals portava el nom de Belgica. Domicià, al seu torn, la dividí en tres noves províncies, una Gàl·lia Belga i dues Germania. La Gallia Belgica fou dividida una vegada més en dos: la Belgica Prima i la Belgica Secunda. La major part de la Bèlgica actual se situa en la Germania Inferior (més tard anomenada Germania Secunda) i en la Belgica Secunda.
Aquestes termes desaparegueren quasi totalment després de les grans invasions germàniques, i no subsistiren sinó als llibres del clergat. Reaparegueren a la segona meitat del segle ix, després de l'escissió de l'imperi de Carlemany amb la creació de la Lotaríngia. El clergat de l'època utilitzà el terme Belgica per a designar el regne de Lotari II, situat entre la Gallia de Carles II el Calb i la Germania de Lluís II el Germànic. Les denominacions Belgae, Belgica, Gallia Belgica desaparegueren una vegada més en el segle xii, després de la desaparició de la Lotaríngia.
Durant els segles XV i XVI, comtats i ducats postcarolingins s'agruparen. El terme Belgica reaparegué amb els humanistes del Renaixement, però la seva utilització restà restringida als cercles intel·lectuals, tot i que respongué a la necessitat d'una denominació comuna per a aquests principats. Un altre terme aparegué: Belgium, Belgia. En aquesta època, Bèlgica, els Països Baixos, Luxemburg i el nord de la França actual eren coneguts com els Països Baixos o les Províncies Belgues.
Durant els segles xvii i xviii, el terme "Bèlgica" es convertí en un terme administratiu i igualment el nom d'una al·legoria que representava la "nimfa dels Països Baixos". El seu abast semàntic, tanmateix, es reduí amb la divisió de les disset províncies després de la Guerra dels Vuitanta anys. Fou utilitzat cada vegada més per a parlar exclusivament de les províncies meridionals i de llurs habitants, tot i que encara era un sinònim de neerlandès, el qual els incloïa. Amb l'annexió de França, i la reunió voluntària del Principat de Lieja a la República Francesa, el terme "belga" es popularitzà, per designar els habitants de les regions de l'actual Regne de Bèlgica. El 1830, el terme "Bèlgica" es convertí en el nom oficial.

## Geografia física

Mapa polític

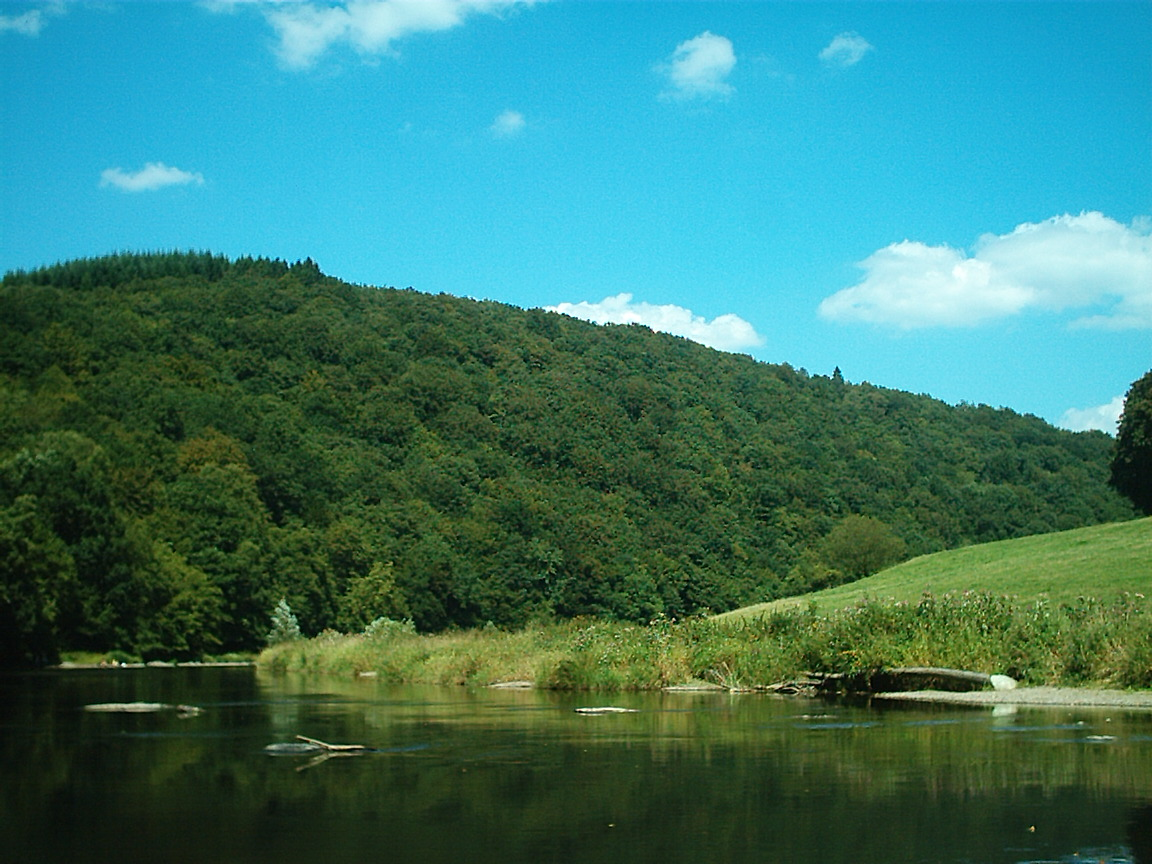
La Semois, riu de Bèlgica

Bèlgica té fronteres terrestres amb França (620 km), Alemanya (167 km), Luxemburg (148 km) i els Països Baixos (450 km). La seva superfície total, incloent-hi les masses d'aigua, és de 33.990 km², mentre que la superfície terrestre és de 30.529 km². Bèlgica té tres regions geogràfiques principals:
- l'Alta Bèlgica: situada al sud-est i constituïda pel massís de les Ardenes;
- la Bèlgica mitjana: situada al nord de la línia Sambre-Mosa, territori de transició a la Baixa Bèlgica, amb altituds sempre inferiors als 200 m;
- la Baixa Bèlgica: regió que no passa dels 50 m d'altitud i que constitueix un bocí de la gran planura de l'Europa del Nord, que no està separada per cap accident geogràfic natural dels Països Baixos.

Hidrogràficament, hi ha tres sectors:
- la conca del Mosa, amb el seu afluent principal, el Sambre, que drena el 43% del territori belga;
- la conca de l'Escalda, que drena la Bèlgica mitjana i la baixa;
- l'extrem nord-oest del país, drenat per l'Ijzer, que desemboca al mar del Nord.

A més, Bèlgica és travessada per molts rius i canals navegables.
El clima del territori és oceànic o marítim temperat, amb molta precipitació en totes les estacions. La temperatura mitjana assoleix el nivell mínim al gener (3°C) i el nivell màxim al juliol (18 °C). La precipitació mitjana per mes varia entre els 52 mm entre febrer i abril i 78 mm el juliol.
Fitogeogràficament, Bèlgica es troba entre les províncies atlàntica europea i central europea de la Regió circumboreal dins del Regne Boreal. Segons el Fons Mundial per la Natura (WWF), el territori belga pertany a l'ecoregió dels boscos mixtos atlàntics.

## Política i govern

### Organització territorial

Comunitats:
Comunitat Flamenca
Comunitat Flamenca i Francesa
Comunitat Francesa
Comunitat Germanòfona

Regions:
Regió Flamenca
Regió de Brussel·les-Capital
Valònia

Des de 1970, l'estat unitari va evolucionar vers un estat federal i una monarquia constitucional.
L'11 d'octubre de 2011 es va presentar un acord entre els partits flamencs Christen-Democratisch en Vlaams (CD&V), Open VLD, Socialistische Partij Anders (sp.a), Groen! i els francòfons Parti Socialiste (PS), Mouvement Réformateur (MR), CDH i Ecolo per a una sisena reforma institucional en la que el districte electoral i judicial de Brussel·les-Halle-Vilvoorde es dividiria, es transferirien competències federals a les comunitats i regions com economia, ocupació i política familiar, i el Senat belga ja no seria elegit directament, sinó que es convertirà en una assemblea de parlaments regionals, amb menys membres. El federalisme és aplicat a Bèlgica sota una forma molt específica, en tenir tanmateix certes característiques de confederació, com les dobles majories necessàries per als canvis constitucionals.
L'organització territorial es divideix en els nivells següents:
- L'estat federal (l'estat belga).
- Les comunitats (francesa, flamenca i germanòfona) són responsables dels assumptes lligats a la persona i la llengua. Les comunitats francesa i flamenca són competents per als assumptes personals dels habitants de la Regió de Brussel·les, representats per la COCOF (Comissió Comunitària Francòfona) i la VGC (Vlaamse Gemeenschapscommisie).
- Les regions (la Valònia, la Regió Flamenca i la Regió de Brussel·les-Capital) són les entitats federals principalment competents en matèria territorial.
- Les províncies.
- Els districtes (arrondissements).
- Els municipis.

### Estructura del govern federal
Quant a l'estat federal, el poder legislatiu recau sobre el rei i parlament bicameral integrat per una Cambra de Representants formada per 150 diputats; i el Senat, format per 71 senadors. Quaranta dels setanta-un senadors s'elegeixen de manera directa; 21 són designats pels tres parlaments de les comunitats, 10 senadors cooptats. També hi ha els dos senadors de dret: la germana Àstrid i el germà Llorenç que en la pràctica no participen en les votacions. Els diputats de la Cambra de Representants s'elegeixen per mitjà de la representació proporcional d'11 circumscripcions electorals. El sufragi és obligatori a Bèlgica.
El poder executiu recau sobre el rei i els ministres, en què el primer ministre és un primus inter pares i cap de govern. El rei és el cap d'estat, però amb poders i prerrogatives molt limitades. Ell designa els ministres que tinguin el vot de confiança de la Cambra de Representants per formar el govern federal. La constitució estableix que el nombre de ministres de parla neerlandesa i de parla francesa ha de ser el mateix.
Finalment, el poder judicial és exercit per les corts i els tribunals.
El sistema polític belga és sovint presentat com una "particràcia", en què els caps de les tres famílies tradicionals (socialistes, lliberals i catòlics) mantenen una gran influència en la gestió del país i de les entitats federades (regions i comunitats) malgrat l'escissió que van experimentar als anys 60 les tres famílies en dos vessants lingüístics i de l'ascens de partits verds (Groen i Ecolo) i d'ultradreta (Front Nacional, Vlaams Blok) durant el darrer decenni. Les tensions de l'últim mig segle entre la població flamenca (de parla neerlandesa) al nord, i la francòfona (Valònia i Brussel·les) al sud, han comportat nombroses modificacions de la Constitució atorgant a les regions i comunitats un major reconeixement i una autonomia creixent.

## Economia
Bèlgica és una economia moderna que ha aprofitat la seva situació geogràfica en una regió altament industrialitzada; tot i tenir pocs recursos naturals, Bèlgica importa primeres matèries per convertir-les en productes manufacturats. Ha desenvolupat una xarxa de transports eficient i una base industrial i comercial diversificada, tot i que la indústria es concentra sobretot a Flandes, l'àrea més poblada del nord. Com a membre fundador de la Unió Europea, Bèlgica advoca per l'economia oberta i l'extensió dels poders de les institucions europees per integrar les economies dels estats membres.
Bèlgica fou el primer estat d'Europa després del Regne Unit a industrialitzar-se, al començament del segle xix. A Lieja i Charleroi es van desenvolupar ràpidament les indústries mineres i d'acer. Després de la Segona Guerra Mundial, Gant i Anvers van experimentar una expansió ràpida del sector químic i petrolier. Les crisis petrolieres de la dècada de 1970, tanmateix, van causar-hi una greu recessió econòmica.
El producte interior brut per capita de Bèlgica va superar els US$ 35.000 el 2007, un dels més elevats d'Europa; la distribució de la riquesa és molt equitativa.

## Geografia humana i societat

### Demografia i dinàmica de població
El gener del 2007, al voltant del 92% de la població de l'estat eren ciutadans belgues i el 6% eren ciutadans d'algun altre estat membre de la Unió Europea. Les comunitats d'estrangers més nombroses eren els italians (171.918), els francesos (125.061), els neerlandesos (116.970), els marroquins (80.579), els espanyols (42.765), els turcs (39.419) i els alemanys (37.621).
Gairebé la totalitat de la població belga és urbana —97% el 2004. La densitat de població és de 342 habitants per quilòmetre quadrat, una de les més elevades d'Europa, darrere dels Països Baixos. L'àrea més densament poblada és el quadrilàter format per les aglomeracions d'Anvers, Lovaina, Brussel·les i Gant. Les Ardenes tenen la densitat més baixa. Des de la fi del segle passat, la població total va superar els 10 milions d'habitants. El 2008 tenia 6.161.600 habitants a Flandes, 3.456.775 a Valònia i 1.048.491 a Brussel·les.

### Llengües
El jove estat, en record del règim autoritari del rei Guillem I, va optar el 1830 per al francès com a única llengua oficial, tot i que a la constitució «l'ús de les llengües és lliure». Des de 1840 van començar les primeres reivindicacions per al reconeixement del neerlandès. El 1873 es va autoritzar el neerlandès als jutjats i el 1878 la llei de Laet, va instaurar un règim bilingüe en les zones de parla neerlandesa.
El neerlandès i el francès parlats a Bèlgica tenen poques diferències en vocabulari i semàntica de les varietats que es parlen, respectivament, als Països Baixos i a França. A més de la llengua estandarditzat, molts flamencs parlen també llur variant dialectal del neerlandès, amb grans diferències. El való, que fou la llengua del Principat de Lieja i del comtat de Namur, es parla molt poc. No hi ha xifres oficials sobre l'ús de les llengües oficials i dialectes. S'estima que el 59% de la població parla neerlandès i que el 40% parla francès. A Brussel·les s'estima que 85% de la regió oficialment bilingüe parla francès. Uns 96.000 belgues parlen alemany: 73.000 persones en la comunitat germanòfona i uns 23.000 en municipis propers a la comunitat.
A la regió Brussel·les-Capital bilingüe, les autoritats han d'utilitzar la llengua que les persones o les organitzacions prefereixin, i totes les comunicacions (senyals, publicacions…) han de ser bilingües. A les escoles que depenen de les comunitats francesa o flamenca, l'ensenyament de l'altra llengua només és obligatori als municipis amb règim lingüístic particular. Fins a la fi del segle xix, la majoria dels habitants hi parlaven la variant brabançona del neerlandès. No obstant això, el 1830 va començar una francesització i avui només el 15% de la regió parla el neerlandès.
Al sud de la província de Luxemburg es parla luxemburguès, però aquesta llengua no té cap estatut oficial a l'estat.
El 2006, la Universitat Catòlica de Lovaina va publicar els resultats de diverses enquestes que mostraven que Flandes és més multilingüe que no pas Valònia: el 59% i el 53% dels flamencs parlen francès o anglès, respectivament, però només el 19% i el 17% dels valons parlen neerlandès o anglès.

### Religió

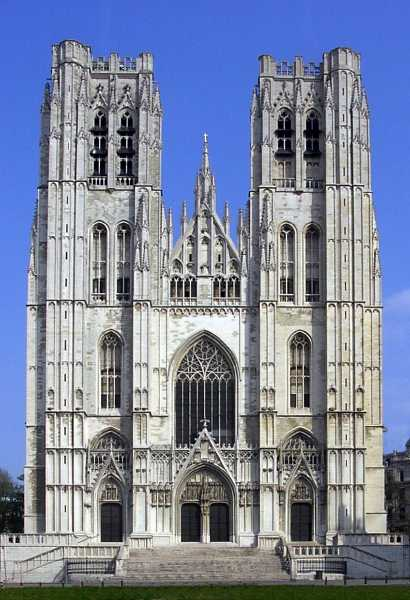
Catedral de Sant Miquel i Gúdula, a Brussel·les

Bèlgica és principalment un país secular i la constitució belga proclama la llibertat de religió. No obstant això, la monarquia belga és tradicionalment catòlica. El 1990, per exemple, ja que el rei constitucionalment havia de firmar una llei que legalitzava l'avortament, després de la seva aprovació per ambdues cambres del Parlament, el rei Balduí va demanar al primer ministre cristianodemòcrata, Wilfried Martens que trobés alguna manera d'evitar la seva aprovació; el parlament el va declarar "temporalment incapacitat per regnar" amb el seu consentiment, i la llei es va aprovar directament. Durant la diada nacional, el Rei i la Reina, i els altres membres de la família reial oficialment assisteixen a les celebracions del Te Deum.
Simbòlicament i materialment, l'Església Catòlica Romana conserva una posició favorable. El concepte belga de "religions reconegudes" va marcar el camí per l'islam si volia adquirir el mateix tractament que les religions jueva i protestant. Tot i que altres religions minoritàries, com ara l'hinduisme encara no tenen tal estatus, el budisme ha pres els primers passos per al seu reconeixement legal el 2007. Segons l'Enquesta i Estudi de la Religió del 2001, al voltant del 47% de la població s'identifica com a catòlica i el 3,5% com a musulmana. Segons l'enquesta més recent de l'Eurobaròmetre del 2005, el 43% dels ciutadans belgues van respondre que "creien en un déu", mentre que el 29% va respondre que "creien en algun tipus d'esperit i força de vida" i el 27% que "no creien en cap tipus d'esperit ni força de vida".

## Cultura i lleure
La vida cultural belga es concentra a les comunitats lingüístiques, i diverses barreres han fet que una esfera cultural compartida no sigui tan notable. Des de 1970 no hi ha cap universitat bilingüe, llevat de l'Acadèmia Reial Militar, cap mitjà de comunicació comú, i cap gran organització científica o cultural en què ambdues comunitats siguin representades. Les forces que havien unit els belgues —el catolicisme romà i l'oposició econòmica i política als neerlandesos— han perdut la seva força. Malgrat les divisions polítiques i lingüístiques que han estat canviant durant els segles, la regió de la Bèlgica actual ha vist el floriment de diversos moviments artístics importants que han tingut una influència significativa en la cultura i l'art europees. En l'àmbit cultural hi ha hagut personalitats tan importants com l'arquitecte Victor Horta, el pintor Magritte, l'escriptor Georges Simenon, els cantats Jacques Brel o Salvatore Adamo, els creadors d'historietes Hergé, Peyo i Franquin, entre d'altres, o els cineastes Dardenne. En esport ha sobresortit, per exemple, el ciclista Eddy Merckx o les tennistes Kim Clijsters i Justine Henin.
Un cultura que sí tots els belgues comparteixen és l'amor per al bon menjar i la gastronomia belga. El que queda patrimoni nacional són les cerveses artesanes, el xocolate, les delicadesses com els bombons i les patates fregides, així els «plats nacionals» com ara les musclos amb patates fregides, les gofres de Brussel·les i de Lieja, les «espàrrecs a la flamenca», els «boulets liégeois», el tomaquet amb gambes d'esquer.

## Història

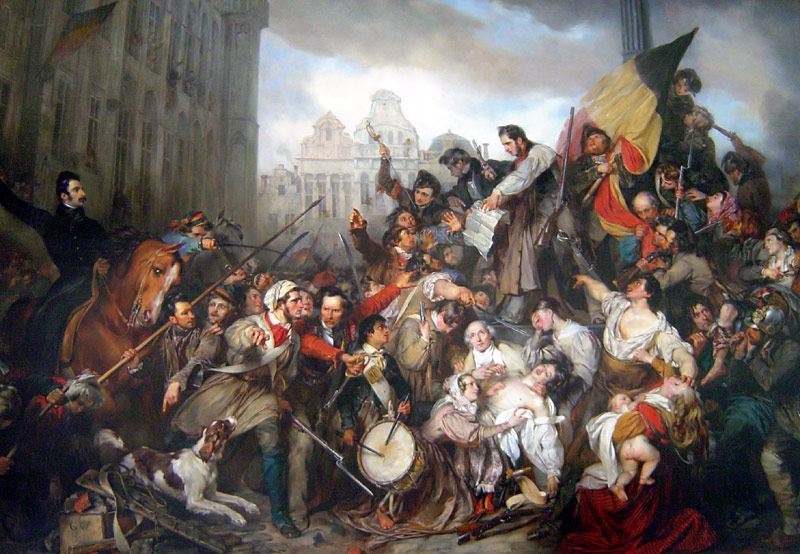
Revolució Belga, (1834), per Egide Charles Gustave Wappers

El territori de l'actual Bèlgica ha estat la llar de diversos pobles i cultures al llarg de dos mil·lennis. En el segle i dC, els romans, després de derrotar les tribus locals van crear la província de Gallia Belgica. Un període gradual d'immigració de la tribu germànica dels francs durant el segle v dugueren el territori al domini del regne merovingi. Un canvi gradual de poder en el segle viii portà a la creació de l'Imperi Carolingi i culminà amb la coronació de Carlemany com a emperador del Sacre Imperi Romanogermànic. Durant l'edat mitjana, hi van sorgir estats feudals, molts dels quals foren unificats en els Països Baixos Borgonyons durant els segles XIV i VI. L'emperador Carles V completà la unió de les Disset Províncies durant la dècada de 1540, que controlaven també, de manera no oficial, el Principat de Lieja.
La guerra dels Vuitanta Anys (1568–1648) dividí l'àrea en la República de les Set Províncies Unides dels Països Baixos al nord i els Països Baixos del sud al sud. Els Països Baixos meridionals foren governats per la Dinastia dels Habsburg espanyols i austríacs i comprenien la major part del territori belga actual. La regió era desitjada per França i fou l'escenari de la major part de les guerres francoespanyoles i francoaustríaques durant els segles xvii i xviii. Després de les campanyes de 1794 per l'exèrcit revolucionari els Països Baixos meridionals i el Principat de Lieja foren annexats per la Primera República Francesa. El 1815, el Congrés de Viena va reunificar els Països Baixos i el Principat de Lieja en un estat nou Regne Unit dels Països Baixos. Aquesta unió es dissolgué després de 15 anys després de la Revolució belga quan el sud aconseguí la independència en la creació d'un regne neutral que va triar el nom de Bèlgica. El 1831, Leopold I fou coronat com a rei dels belgues, i des d'aleshores el país ha estat una monarquia constitucional i una democràcia parlamentària.
Tot i que inicialment era una oligarquia governada pel Partit Catòlic i el Partit Liberal, el país va evolucionar cap al sufragi universal sota la influència del Partit del Treball Belga i dels sindicats. Tot i que la constitució de 1830 deixà llibre l'ús de les llengües, a poc a poc el francès ha perdut la seva preponderància, des que el neerlandès fou reconegut oficialment el 1898. No obstant això, no fou sinó el 1967 que s'acceptà una versió neerlandesa de la constitució belga.

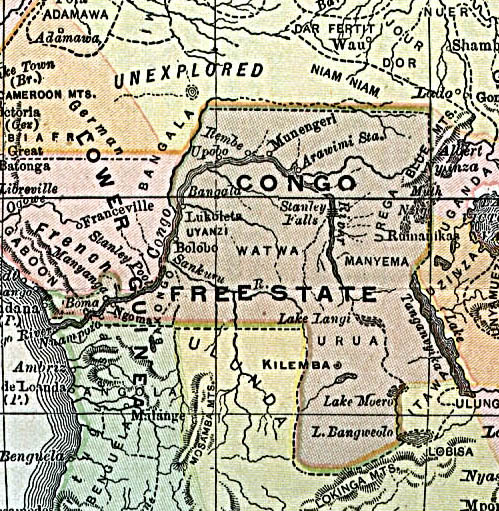
L'Estat Lliure del Congo, possessió personal de Leopold II

La Conferència de Berlín de 1885 donà l'Estat Lliure del Congo al rei Leopold II com a possessió privada. El 1908, la cedí a Bèlgica com a colònia, i començà a ser coneguda com a Congo Belga. Alemanya envaí Bèlgica el 1914 com a part del Pla de Schlieffen i la majoria de les batalles del Front Occidental de la Primera Guerra Mundial es lliuraren a les regions occidentals del país. Bèlgica prengué les colònies alemanyes de Ruanda-Urundi (els actuals Ruanda i Burundi) durant la guerra, i foren atorgades a Bèlgica el 1924 per la Societat de Nacions. El Tractat de Versalles havia efectuat a diversos pobles alemanys, principalment Eupen i Malmedy, un plebiscit controvertit, a partir del qual foren annexats a Bèlgica el 1925. Bèlgica fou envaïda per Alemanya una vegada més el 1940, durant l'ofensiva Blitzkrieg de la segona guerra mundial, i romangué ocupada fins al seu alliberament per les tropes aliades durant l'hivern de 1944–1945. Després de la segona guerra mundial la regència havia recaigut en mans del seu germà, el príncep Carles, i el país visqué immers en la crisi de la qüestió reial i l'any 1950 se celebrà a Bèlgica un referèndum pel qual la monarquia fou acceptada com a forma d'estat. El Congo Belga aconseguí la seva independència el 1960, després de la Crisi del Congo; i Ruanda-Urundi, dos anys després.
Després de la Segona Guerra Mundial, Bèlgica s'uní a l'OTAN, com a membre fundador, la seu del qual és a Brussel·les, i formà el grup de nacions de Benelux amb els Països Baixos i Luxemburg. Bèlgica fou un dels sis membres fundadors de la Comunitat Europea del Carbó i de l'Acer el 1951 i de la Comunitat Europea d'Energia Atòmica, i de la Comunitat Econòmica Europea establerta el 1957, la qual es convertí en la Unió Europea; Bèlgica n'és la seu, en acollir diverses institucions administratives incloent-hi la Comissió Europea, el Consell de la Unió Europea i les sessions extraordinàries i de comitè del Parlament Europeu.
El 1960, Bèlgica fou sacsejada per una crisi política. Per tal de resoldre les dificultats degudes a la pèrdua del Congo Belga i de les noves condicions de competència econòmica a Europa, la coalició sociocristiana i liberal elaborà un programa de recuperació econòmica i d'austeritat—la llei única— que comportà durant l'hivern de 1960-1961 la més gran vaga general que Bèlgica ha conegut. Aquesta vaga fou iniciada pel sindicat nacional de la Federació General del Treball de Bèlgica a Valònia on fou acompanyada de l'amenaça de separar-se del país. Aquests esdeveniments marcaren el començament de la divisió lingüística, la fixació de la frontera lingüística (1963), i la creació de les comunitats (1970) i regions belgues (1980), posaren fi a l'Estat unitari belga. La constitució de 1993 reconeix l'estatut federal del país.
Durant el segle XXI van patir la crisi política més llarga de la història, on van trigar 535 dies a formar govern després d'unes eleccions generals.